# Hexatoma (Eriocera) plumbolutea
Hexatoma (Eriocera) plumbolutea is een tweevleugelige uit de familie steltmuggen (Limoniidae). De soort komt voor in het Oriëntaals gebied.